# Machiko Ono
Machiko Ono (jap. 尾野 真千子, Ono Machiko; * 4. November 1981 im Dorf Nishi-Yoshino, Kreis Yoshino (heute: Stadt Gojō), Präfektur Nara, Japan) ist eine japanische Schauspielerin. Seit 1997 spielte sie in mehr als 80 Film- und Fernsehproduktionen mit.

## Filmografie (Auswahl)

### Spielfilme
- 1997: Suzaku
- 2000: Eureka
- 2004: Crying Out Love in the Center of the World
- 2004: The Taste of Tea
- 2006: Funky Forest
- 2007: The Mourning Forest
- 2008: Climber's High
- 2011: Ogawa no Hotori
- 2012: Gaiji Keisatsu
- 2012: The Floating Castle
- 2012: The Castle of Crossed Destinies
- 2013: The Detective Is in the Bar 2
- 2013: The Apology King
- 2013: Like Father Like Son
- 2014: Nishino Yukihiko no Koi to bôken
- 2014: Kikis kleiner Lieferservice
- 2015: Bali Big Brother
- 2015: Solomon's Perjury
- 2015: Being Good
- 2015: Kishūteneki Terminal
- 2016: Everest: Kamigami no Itadaki
- 2016: Too Young to Die! Wakakushite Shinu
- 2016: Black Widow Business
- 2016: Museum
- 2017: The Blue Hearts
- 2017: When You Will Return?
- 2018: Dynamite Grafiti
- 2018: Kuso-yarō to Utsukushiki Sekai
- 2018: Modest Heroes

### Fernsehserien
- 2022: Was wir vergessen
- 2025: Asura